# 硫胺素焦磷酸
硫胺素焦磷酸（英語：Thiamine pyrophosphate，ThDP）是一种硫胺素（维生素B1）衍生物。它由硫胺素在肝细胞内受硫胺素焦磷酸激酶的催化被磷酸化而生成。分子内含有嘧啶环和噻唑环，不过噻唑环是其催化性质的关键。它是体内催化α-酮酸氧化脱羧的辅酶，也是磷酸戊糖途径中转酮酶的辅酶。其噻唑环2-位被去质子化后生成的叶立德是重要的中间物，它可作为亲核试剂进攻羰基的碳原子，噻唑环对碳负离子有稳定作用。

## 以TPP作辅基的酶
- 丙酮酸脱氢酶复合体
- 丙酮酸脱羧酶复合物
- α-酮戊二酸脱氢酶复合体
- 支链α-酮酸脱氢酶复合体
- 2-羟基植烷酰辅酶A裂解酶
- 转酮醇酶